# 25421 Gafaran
25421 Gafaran è un asteroide della fascia principale. Scoperto nel 1999, presenta un'orbita caratterizzata da un semiasse maggiore pari a 2,3285348 UA e da un'eccentricità di 0,1383034, inclinata di 8,19990° rispetto all'eclittica.